# Muelle de hierro de Portugalete

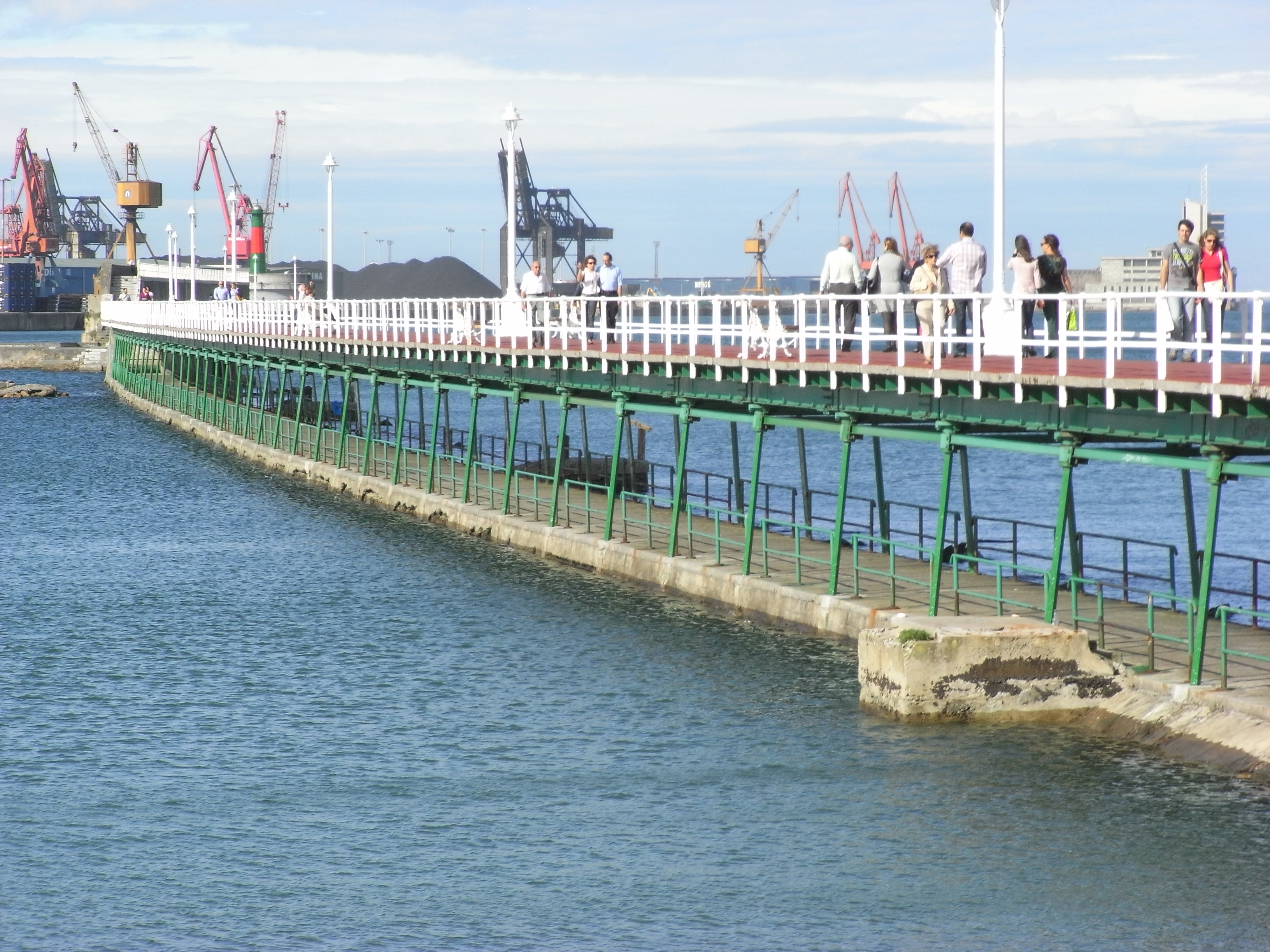
Vista del muelle en 2009, ya sin el recubrimiento de hormigón en los pilotes que tuvo desde 1934.

El muelle de hierro de Portugalete del puerto de Bilbao es una muestra del patrimonio histórico de la arquitectura y la ingeniería del hierro del siglo XIX, que tiene una gran relevancia que comienza a ser reconocida. Separados por tan solo unos centenares de metros, en los municipios de Portugalete, Guecho y Lejona se encuentran el puente de Vizcaya, patrimonio de la humanidad, el puente de Udondo, primer puente de fundición construido en España y el muelle de hierro, cuya construcción dio solución al gran problema histórico del puerto, la peligrosa barra de Portugalete.

## Historia
En 1877 se constituye la Junta de Obras del Puerto de Bilbao que, en uno de sus primeros actos, nombra director al ingeniero de caminos, canales y puertos Evaristo de Churruca y Brunet (Izu, 1841 - Bilbao, 1917). El puerto tenía un problema histórico en el estuario de la ría, en la conocida y temida barra de Portugalete: bancos de arena móviles que dificultaban la navegación periódicamente, llegando a imposibilitarla en ocasiones de mareas bajas o en los meses invernales.
Al tomar posesión de su cargo Evaristo de Churruca analiza los problemas del puerto y otorga prioridad a la solución del creado por la barra decidiéndose, tras concienzudos estudios, por la construcción de un dique de ochocientos metros ligeramente curvado que prolongará el muelle de Portugalete (hoy muelle de Churruca) a partir de la torre de señales que entonces marcaba la entrada al puerto. Para la construcción de la infraestructura, que entonces se enfrentaba a la mar abierta, no dispone ni de dinero ni de tiempo en exceso, por lo que se decide por levantar un muelle de hierro (cuyo montaje se encargó a La Maquinista Terrestre y Marítima (de Barcelona) cimentado sobre pilotes de rosca, que poco más tarde opta por modificar en los doscientos metros finales, construyendo un dique tradicional de obra de fábrica, con mayor anchura y altura que los seiscientos metros iniciales.
El muelle se finaliza e inaugura en 1887 y con su construcción queda definitivamente resuelto el problema de la navegabilidad portuaria en Bilbao, al crearse un paso de unos ochenta metros de ancho con una profundidad mínima de 4,58 metros en bajamar, con lo que Churruca verá reconocida su valía en el ámbito de la ingeniería civil europea.

## El muelle en la actualidad
El muelle tiene en los seiscientos metros iniciales un basamento de escollera sobre el que se asienta un muro de hormigón que en mareas vivas queda completamente sumergido, quedando visto y accesible en el resto de las épocas. Sobre él, en la plataforma que soportaba las vías durante su construcción, se habilitó un paseo con pavimento de madera que siempre fue muy utilizado por los habitantes de la villa de Portugalete. En los años treinta, el puerto realizó obras con objeto de hacer accesible también la plataforma inferior, para lo cual suprimió los arriostramientos en cruz de San Andrés recubriendo los pilotes con hormigón armado y sustituyó el entablado de madera por una losa de este mismo material, además de incorporar tres escaleras de comunicación entre ambas plataformas.
Dado su gran valor patrimonial, el muelle goza en la actualidad de la máxima protección legal  al habérsele incoado expediente de declaración de Bien de Interés Cultural por el Ministerio de Cultura. Por último, la Autoridad Portuaria de Bilbao (APB) ha realizado una importante intervención, habiéndose reabierto de nuevo al uso público en septiembre de 2011 una vez finalizadas las obras. No obstante, algunas voces ciudadanas se han mostrado críticas con el resultado, al tratarse de un monumento protegido.